# ساتلميش توبخانة
ساتلميش‌ توبخانة هي قرية في مقاطعة مياندوآب، إيران. يقدر عدد سكانها بـ 267 نسمة بحسب إحصاء 2016.